# Clara Chassaniol
Clara Chassaniol, née le 26 juillet 1993 à Châteauroux, est une femme politique française, députée de Paris de 2022 à 2024 sous l'étiquette Renaissance (RE).

## Biographie
Clara Chassaniol est née le 26 juillet 1993 à Châteauroux (Indre).
Elle est collaboratrice parlementaire de Pacôme Rupin, député LREM de Paris, entre 2018 et 2022.
Suppléante de Clément Beaune, elle devient députée en juillet 2022 et rejoint le groupe Renaissance. 
Membre de la commission des Lois, elle est nommée rapporteure de la mission d'information visant à évaluer l'efficacité de la politique de lutte contre les trafics de stupéfiants en octobre 2023.
Son mandat prend fin le 11 février 2024, à la suite de la démission du gouvernement d'Élisabeth Borne et de l'investiture du gouvernement du Premier ministre Gabriel Attal. Clément Beaune n'y étant pas reconduit, il retrouve son siège de député.